# Acacia melvillei
Acacia melvillei é uma espécie de leguminosa do gênero Acacia, pertencente à família Fabaceae.